# Santiago de Compostela
Santiago de Compostela Spanyolország Galicia Autonom Közösségének székvárosa, az Atlanti óceán partjától 35 km-re helyezkedik el. A körzet – és fővárosa – igazi nevezetességre a középkorban tett szert, ekkor vált a híres katolikus zarándoklat célhelyéül. Ebben a jelentőségében napjainkban is kiemelkedő, a Szentföld és Róma mellett a Szent Jakab-út végpontjaként Európa legjelentősebb zarándokhelyeként ismert.  2000-ben Európa kulturális fővárosa volt.

## Táji, történeti környezete
Galicia Spanyolország északnyugati csücskében terül el, az Atlanti-óceán partján. Délről Portugáliával határos és peremhelyzete, elszigeteltsége következtében kissé terra incognita, a könnyen elérhető, mindenütt pompázatos látnivalókban bővelkedő Spanyolországban. Amerika felfedezése előtt Finisterrének, világ végének nevezték, s hajdanában az volt a hiedelem, ha valaki itt tengerre merészel szállni, számíthat arra, hogy hajója a világ széléről végtelen szakadékba zuhan. Szent Jakab sírjának felfedezése óta viszont zarándokok milliói vonulnak végig e tartományon, hogy a megszentelt helyen bűnbocsánatot nyerjenek. A zarándokút városai hosszú évszázadokon keresztül Santiagóért és Santiagóból éltek, s bár itt is szép számmal akadnak érdekes természeti és művészeti látnivalók, hangsúlyos idegenforgalmi központnak csak a compostelai műemlék-komplexum számít.
Galicia területét folyórendszerek tagolják, tengerre fjordszerűen kifutó helyeiken nagy forgalmú kikötőknek és halásztelepüléseknek adnak helyet. A lakosság nyelve a hivatalos kasztíliaitól inkább a portugálhoz áll közelebb. A furfangosnak, agyafúrtnak tartott galiciaiak a valóságban megbízhatók, szorgalmasak. A körzet tengertől beljebb eső területének gazdasági potenciálja mérsékelt, s ez is okozza, hogy a középkorban kialakult, s napjainkig élénk zarándokturizmus kiemelkedő gazdasági jelentőséggel és nemzetközi hírnévvel bír.

## Éghajlat
A város éghajlata mérsékelt égövi óceáni, Köppen besorolása szerint Cfb óceáni éghajlat. Döntő tényező nemcsak az óceán, de a közeli hegyek is. Az éves és a napi hőingás is alacsony. A hűvös és csapadékos nyarat ritkán előforduló rövid hőhullámok és szárazabb időszakok szakíthatják félbe. A telek is enyhék és esősek; a fagyos napok száma alacsony: átlagosan 13 egy évben. Évente átlagosan két-háromszor hó is hull a városban. A tartomány kapja a legtöbb csapadékot egész Spanyolországban, maga a város a legmagasabb csapadéktartalommal rendelkező települések között van az egész Pireneusi-félszigeten.
| Hónap                                   | Jan. | Feb. | Már. | Ápr. | Máj. | Jún. | Júl. | Aug. | Szep. | Okt. | Nov. | Dec. | Év   |
| --------------------------------------- | ---- | ---- | ---- | ---- | ---- | ---- | ---- | ---- | ----- | ---- | ---- | ---- | ---- |
| Átlagos max. hőmérséklet (°C)           | 11,0 | 12,5 | 15,0 | 16,0 | 19,0 | 22,0 | 24,0 | 25,0 | 23,0  | 18,0 | 14,0 | 12,0 | 17,7 |
| Átlagos min. hőmérséklet (°C)           | 4,0  | 4,0  | 5,0  | 6,0  | 8,5  | 11,0 | 13,0 | 13,0 | 12,0  | 9,5  | 7,0  | 5,0  | 8,2  |
| Átl. csapadékmennyiség (mm)             | 210  | 167  | 146  | 146  | 135  | 72   | 43   | 57   | 107   | 226  | 217  | 261  | 1787 |
| Forrás: Agencia Estatal de Meteorología |      |      |      |      |      |      |      |      |       |      |      |      |      |

## Településtörténet
Galicia területére és településeire – és így Santiagóra is fontos hatással bírt, hogy Hispánia az ókori római birodalom egyik legromanizáltabb tartománya volt. Így a római társadalomban egyre jelentősebbé váló keresztény tanítások itt gyorsan befogadottá váltak. Ezért itt született annak a ma is élő keresztény legendának az alapgondolata, hogy maga Pál apostol is ellátogatott a félszigetre, sőt János apostol és evangélista öccse, Jakab is járt itt. Később, a birodalomban fellángolt keresztényüldözés idején aztán ezért született az üldözött palesztinoknak az elhatározása, hogy a halott szent hamvait – védelme érdekében – Hispániába szállítsák. Aztán eltemették, s az idők múltával nyughelyét el is felejtették. A legenda úgy szól, hogy: ... Az elfeledett sír azonban – mint mondják – 813-ban csodálatos körülmények között, misztikus fényjelenségek és az angyalok karának éneke kíséretében az Iria Flavia nevű régi római település közelében felfedte titkát, s ekkor kezdődött Szent Jakab középkori diadalútja...

## A meghatározó városkarakter, adottságok és érvényesülésük
1985-ben a belvárost az UNESCO a Világörökség részévé nyilvánította. A város 2000-ben Európa kulturális fővárosa címet viselte.

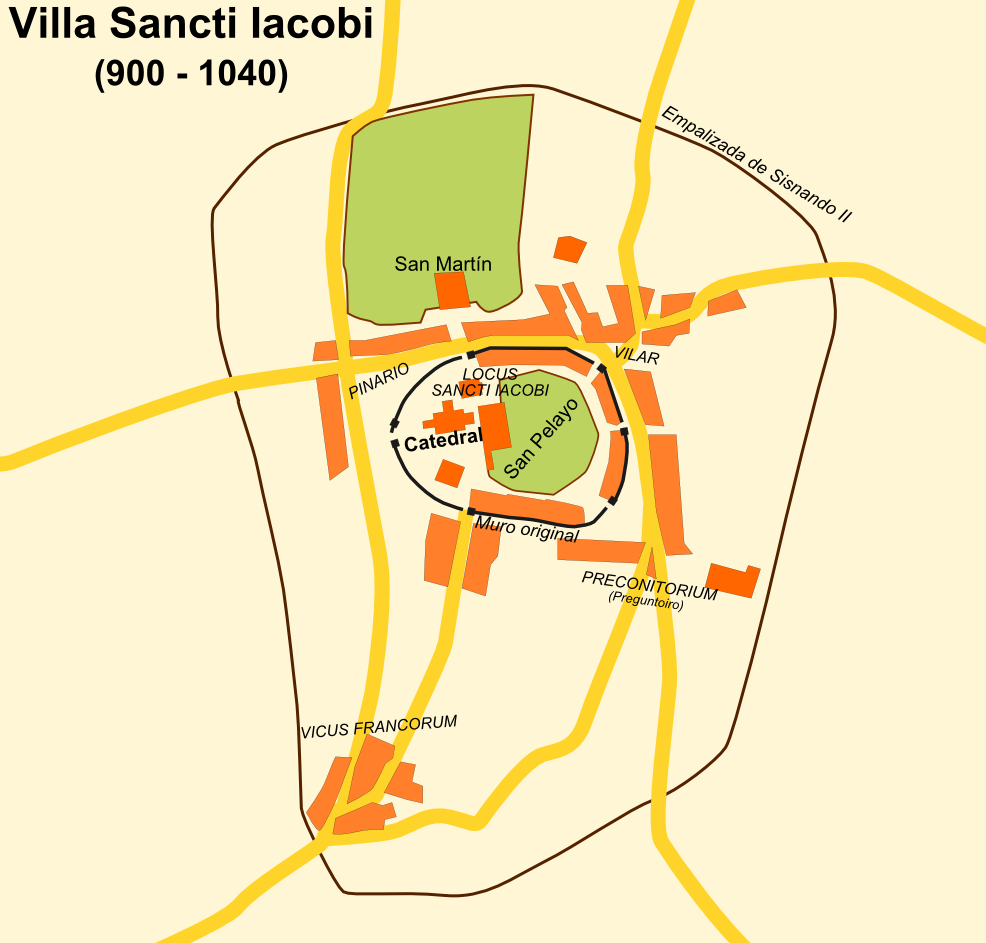
A védett belváros

## Santiago belvárosa: a világörökségi helyszín

### Műemlékek
- Szent Jakab-székesegyház: A leghatalmasabb spanyolországi román-kortól épített templom. Építését 1082-ben kezdték meg, latin-kereszt alaprajzú, szentélykörüljárós, az 5 hosszanti (94 m) főhajó és a 3 (63 méteres) kereszthajó keresztezésében (33 m) négyezeti térrel kialakított bazilika, 25 kápolnával, két 67 méter magas kupolás toronnyal, régi szentéllyel, több király síremlékkel, egy nagy, 1672-1714 között készült churriguereszk architektúrájú, Figueroa által befejezett retablóval, amely alá temették állítólag az idősebbik Szent Jakabot, s végső nyughelyét ma a szent életnagyságú szobra díszíti. A XII. századi kőszobrot utólag ezüst-arany ruhába öltöztették. A román-korban szokatlanul nagynak számító templom méretét és az építmény művészi hangsúlyát a helyhez fűződő Szent Jakab-legenda magyarázza, amelynek ugyan történelmi hitelessége bizonytalan, mégis évezredek óta vonzza ide Európából a zarándokokat.[8] (Részletesen lásd a székesegyház szócikkét.)
- Fachada sur de Platerías, (vagy Portico de las Platerías). Az El Obradoiro-nak is nevezett nyugati homlokzatot Maestro Mateo román stílusban építette, melyet aztán először a reneszánsz, majd barokk stílusban megcsonkították. A mai homlokzata spanyol barokk legnagyobb méretű és legjellemzőbb alkotása.[9]

#### Plaza de la Azabachería Inmaculada
- Puerta La Azabachería (Fachada norte de la catedral): A bazilika másik nagy kapu-architektúrájának számít. A székesegyház kereszthajójának északi végében áll. Több előd után Ventura Rodríguez (megh. 1786) fejezte be. A homlokzat – a háromhajós keresztháznak megfelelően – háromrészes, a két mellékhajó előtti részek, a szokásostól eltérően, előreugranak. A közös főpárkány felett mellvédszerű felépítmény létesült. Ennek a portálnak az architektúrája a főhomlokzaténál könnyedebb, levegősebb.[10]

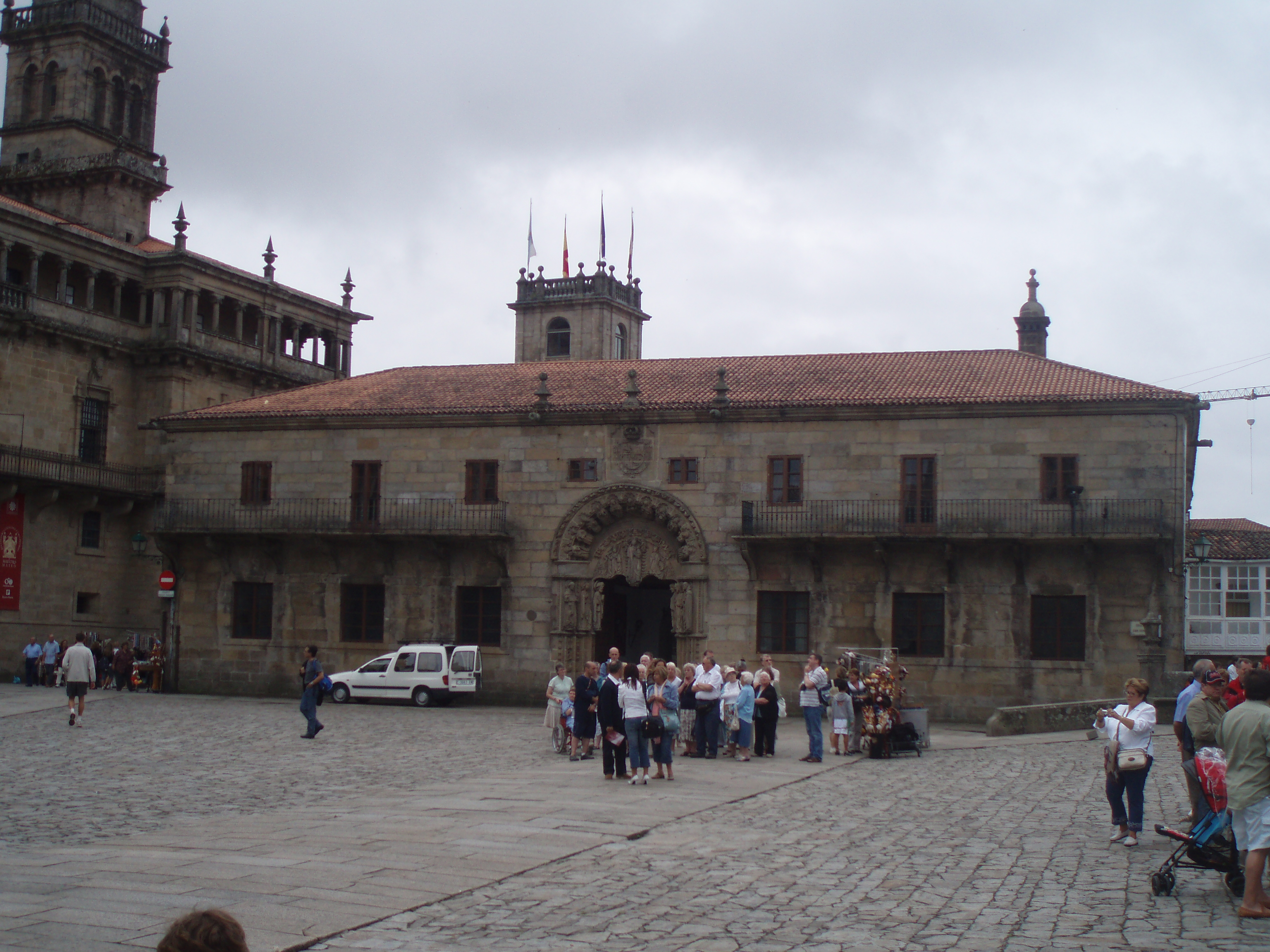
Palazzo de Gelmirez

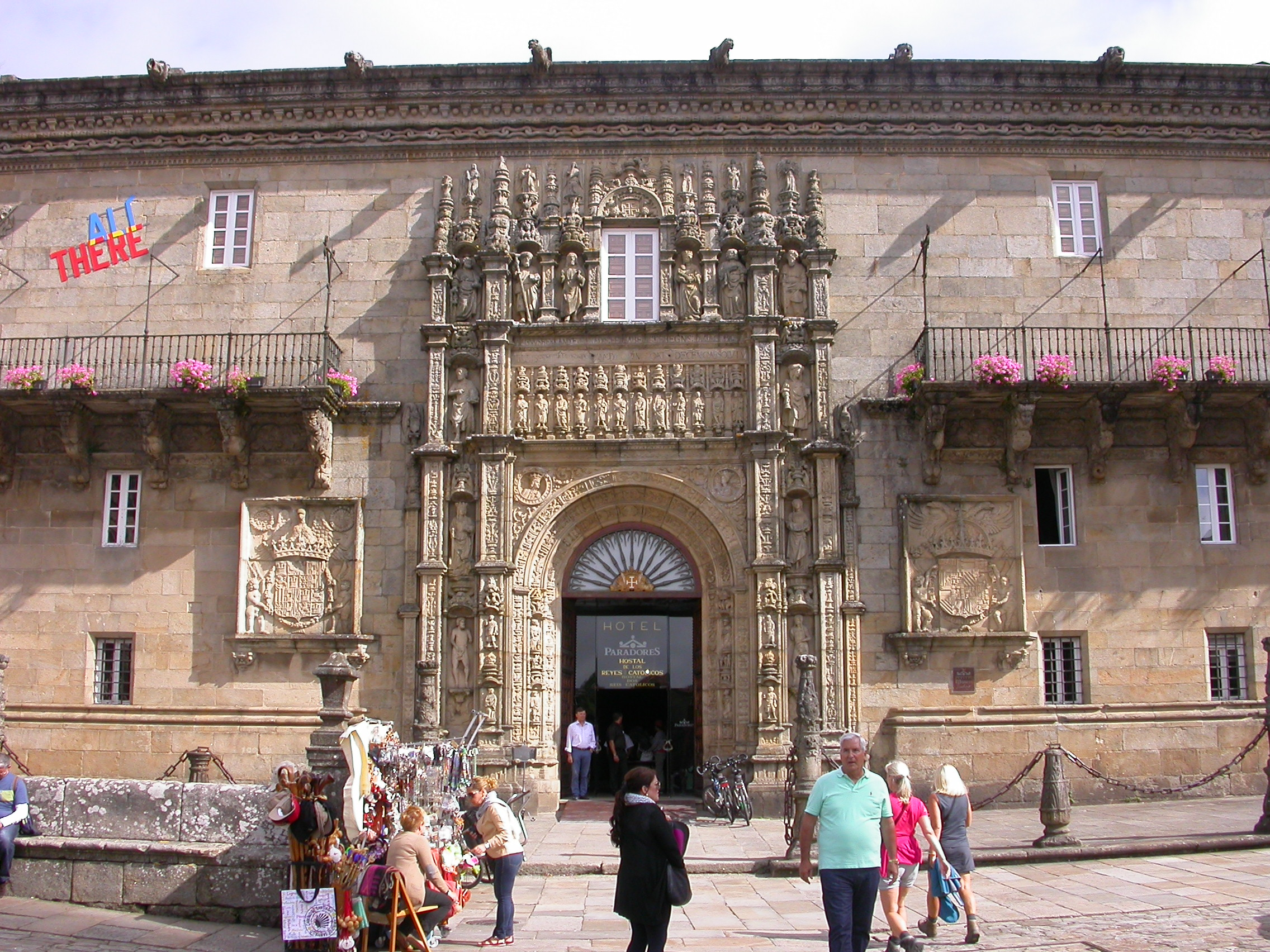
Hostel del Rey

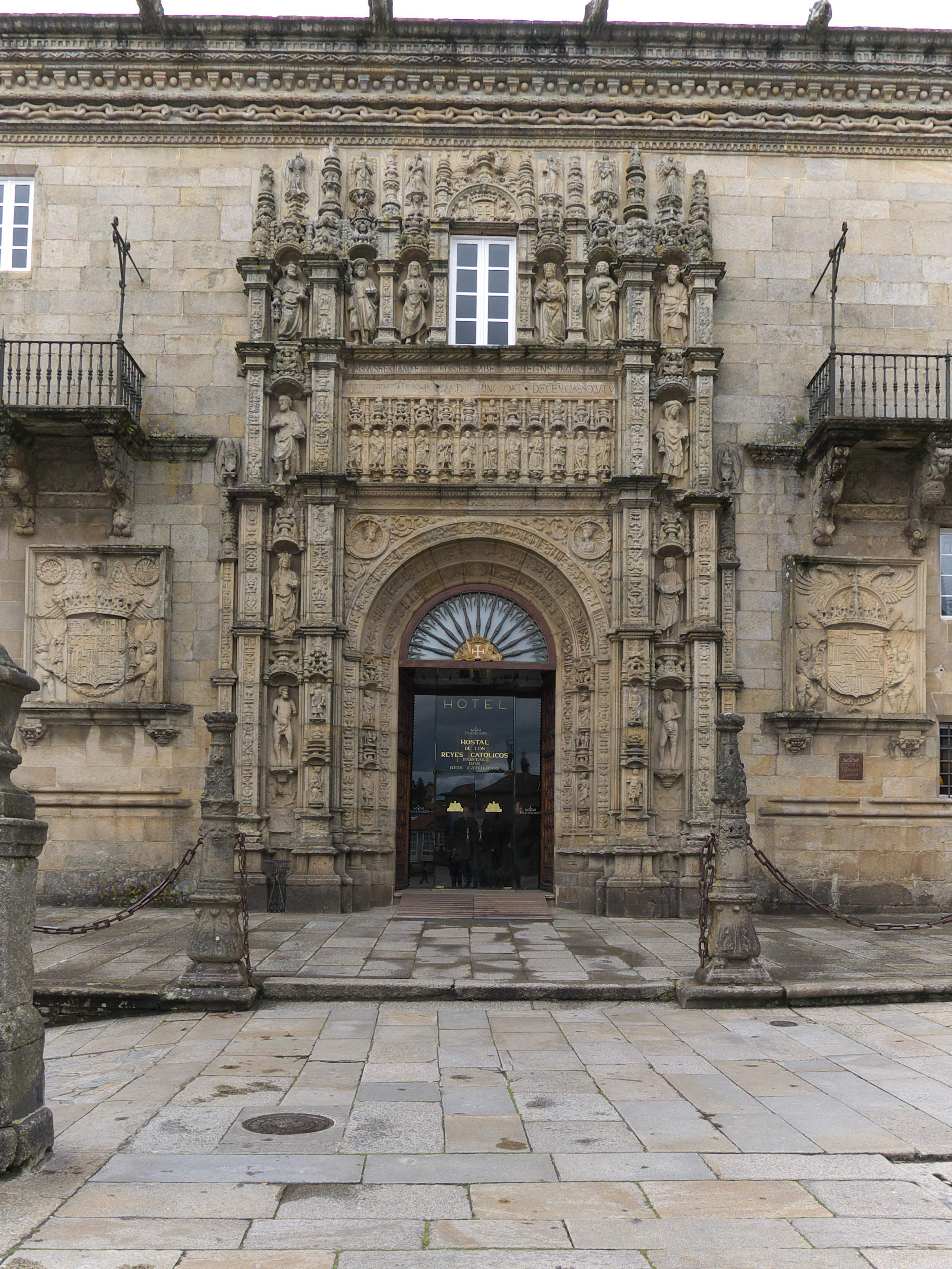
Hostel del Rey

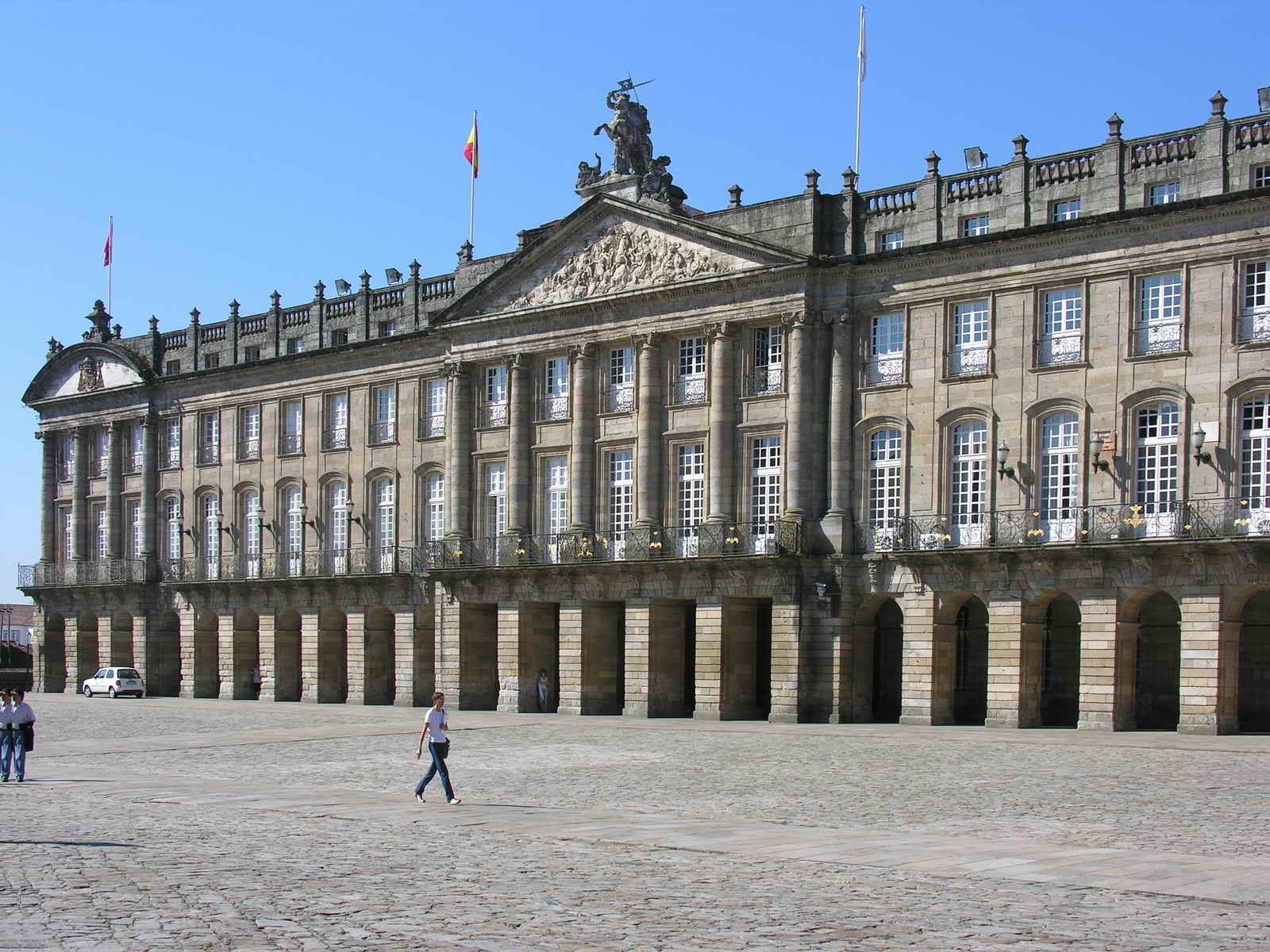
Városháza

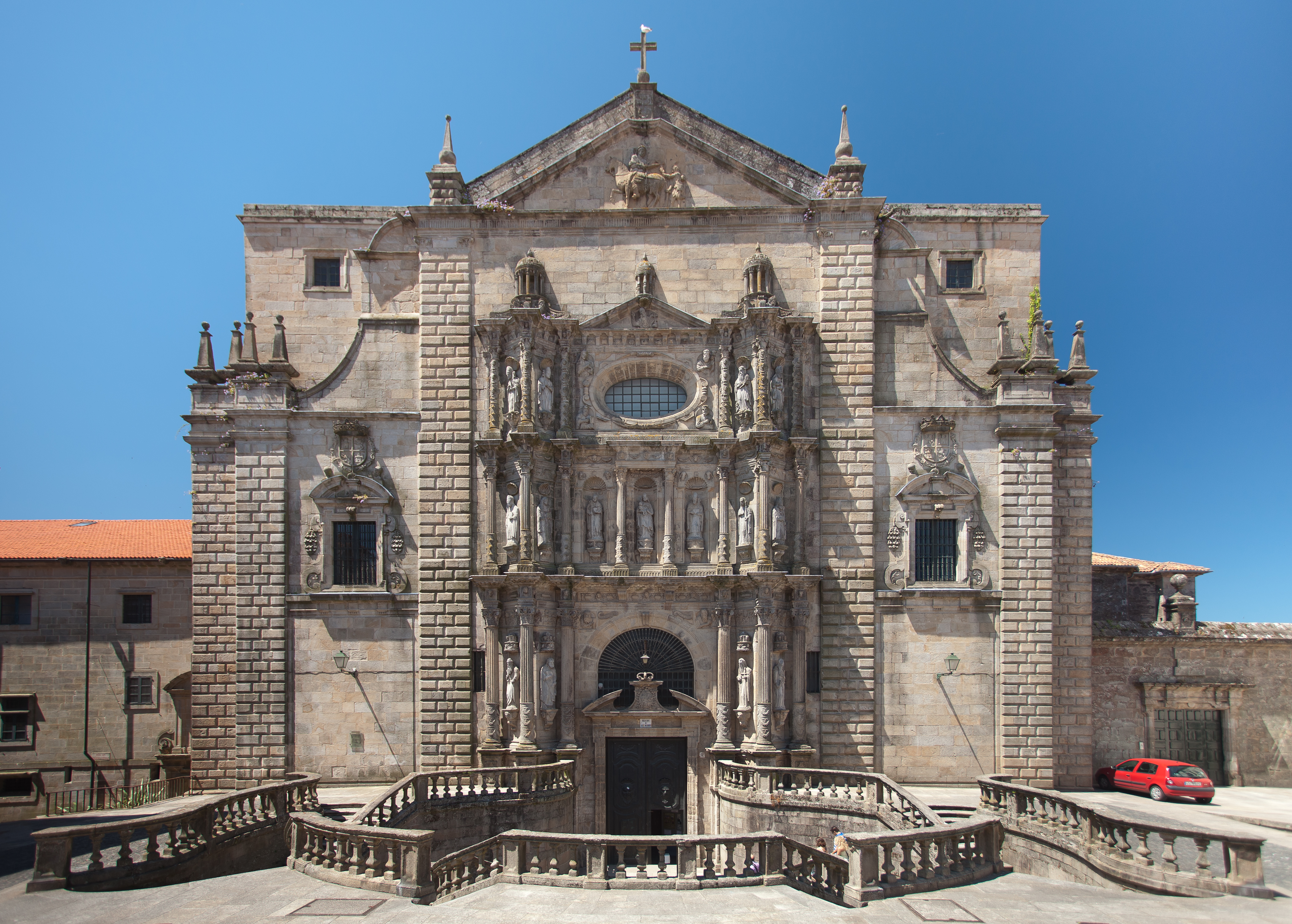
Colegio S. Jerónimo

- Palacio de Gelmirez (galiciai nyelven Pazo de Xelmírez, más néven Palacio del Arzobispo): A legjelentősebb – és egyúttal legrégibb – nagyrészt román-kori részeket tartalmazó szerény érseki palotát Gelmirez, a város első érseke alakíttatta ki a Gelmirez-palotából 1120-1149. között. Rendkívül értékes román-kori világi épület. Emeletén a 32 méteres nagyterem egyhajós, keresztboltozatainak alsó kőbordái fali gyámokra támaszkodnak, oszlopok nélkül. Előcsarnoka XIII. századi, a boltozatokat karcsú oszlopok hordják. Kápolnája román-kori.[11]
- Hostal de los Reyes Católicos (vagy másképp: Hostal de Rey): A bazilika előtt elterülő városi főtér, a Plaza del Obradoiro északi oldalát értékes műemlék épületként zárja le. Eredetileg a katolikus királyok által 1489-ben alapított kórház épülete volt,[12] amelyet a Katolikus Királyok Kórházaként egykor a zarándokok egészségügyi ellátása céljából építették, ma a Paradores de Turismo de España szállodalánc tagjaként működik. Építőművészeti stílusát tekintve platereszk. Négy pátiója XVI-XVII. századi, kápolnája is 1556-ból való. A háromemeletes épület hosszan elnyúló. A földszint, az első és felső emelet alacsony kis ablakos, visszafogott jellegű, míg a főemeleten gazdagon kiképzett ajtók nyílnak a homlokzaton végigfutó vasrácsos erkélyre. A főbejárat nem a homlokzat közepén, hanem attól balra áll, architektúrája – az erkélyt megszakítva – a főpárkányig ér. Az ajtó félkörzáródású sekély bélletben áll. Az összességében platereszk homlokzatképzés építészeti váza reneszánsz jellegű. Az építészeti rendszerben román elem az apostolszobrok sora, gótikus gondolat a szobrokkal díszített kapubéllet, továbbá a szobrok gyámjai, baldachinjai és fiatornyok. Reneszánsz elemek a félkörívek, a lizénák aránya, a párkányok tagozatai és a finom plasztikájú növényi díszítések.
- Palacio de Rajoy (galiciai nyelven Pazo de Raxoi, magyarul Rajoy-palota): A főteret a katedrálissal szemben, a nyugati oldalon zárja. 1777-ben épült. Az önkormányzat székháza, Erősen klasszicizáló barokk épület.
- (Collegiata de San Jerónimo) (galiciai nyelven: Colexio de San Xerome, magyarul Szt. Jeromos kolostortemplom): A téren álló legszerényebb gótikus épület, 1490 körül épült, szép oszlopdíszes kapuzattal. Igen szép a kerengője is.
- Praza de Abastos
- San Martín Pinario (Convento de San Martín): zarándokszállásnak épült 899-től; Mateo López 1598-ban reneszánsz stílusban fejezte be. A fő- és déli homlokzatát átépítették (1738), Lendületes barokk díszlépcsőt is kapott. Három kerengője reneszánsz, a negyedik barokk. A kolostortemplom remek késő barokk retablo mayorját 1730-1733 között Fernando da Casas y Novoa és Miguel de Romay harmincnégy szobrásztársukkal – három év alatt – készítették el. Zsúfolt díszítése ellenére kompozíciója világosan érvényesül.[13] A retabló alsó részének közepén négy csavart oszlopon baldachin áll, alatta szentségház; a főpárkányán hatalmas felépítmény, közepén súlyos architektúrájú fülkében Mária szobrával. Volutákon, konzolokon kisebb-nagyobb szobrok, a széleken lovas harcosok, zászlót, pásztorbotot és püspökkeresztet tartó angyalok szobrai.

#### Plaza de la Quintana
- Casa de la Parra
- Monasterio de San Paio de Antealtares
- Casa canónica o da Conga
- Fachada este de la catedral o de la Quintana

#### Plaza de Platerías
- Lateral del claustro
- Casa del Cabildo
- Rúa do Franco
- Convento da San Francesco (Szent Ferenc-kolostor) Assisi Szent Ferenc alapította a XIII. századi zarándokútja befejezésekor. Az épületet a XVII-XVIII. században átalakították, de gótikus kerengő egyes részeit meghagyták.
- Plazuela de Fonseca és Colegio Mayor de Fonseca (Colegio de Fonseca) a Fonseca-kollégium: 1544-ben építették, emeletes kerengővel. Az Egyetemi könyvtár és az egyetem Gyógyszerészeti Fakultásának ad otthont. A Galiciai Tartományi Gyűlés is itt ülésezik.
- Capilla y fuente de los bueyes
- Rúa do Vilar
- Rúa Nova
  - Rúa das Orfas
  - Casa-pazo de Vaamonde
- A Santiago de Compostela községhez tartozó Conxo településen található a Rocha Forte-várrom

(más néven Castillo de los Churruchaos), ami egy középkori vár romja. Fénykorában, a 12. és 15. század között Galicia legnagyobb és legjelentősebb várának számított. Jelentősebb régészeti feltárása a 21. században történt meg, ma szervezett látogatások keretében tekinthető meg.

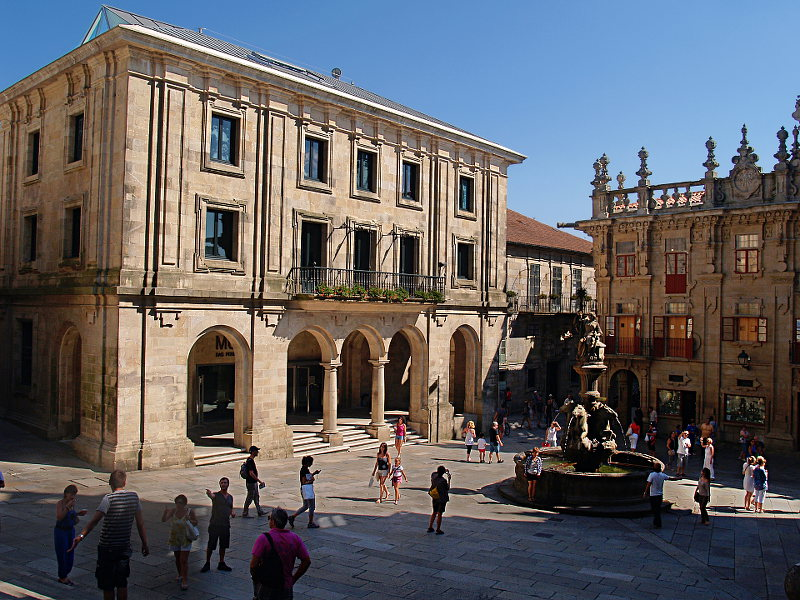
Compostela: zarándokmúzeum

## Társadalmi adottságok

### Népesség
A település lakosságának változását az alábbi diagram mutatja:
| Lakosok száma | 93 381 | 92 298 | 93 458 | 95 092 | 95 207 | 95 800 | 95 966 | 97 260 | 97 858 | 99 536 |
|               | 2001   | 2004   | 2006   | 2009   | 2011   | 2014   | 2016   | 2019   | 2021   | 2024   |

- népességszám, demográfia: A város lakosszáma az utóbbi években lényegében stabilan 100.000 fő körüli (2015: 95.612 fő), amely az élet- és lakókörülmények szintjének stabil állandósulására utal. A településre jellemzően, viszonylag magas a női lakosság aránya (53,6%), de kimagaslóan a 65 év feletti korosztálynál (59,8%). A lakosság korfája tekintetében az alacsony korosztály (0-15) szerény arányánál (13,41%) jóval magasabb a 65 év és felettiek aránya (19,9%), s ez a város népességének elöregedési tendenciáját jelzi.[17] Ez visszaigazolódik a 9 ‰-es élveszületési és 9,9 ‰-es mortalitás arányában is.
- foglalkoztatás: A népesség legutolsó (2015) foglalkoztatási adatai (36.315 foglalkoztatottból 48,1% férfi és 51,9% nő) már előre jelzik, hogy a város lakossága alapvetően nem a termelő ágazatokban, (agrár-halászati: 1,27%, ipari: 6,96%, illetve építőipari: 4,96%), hanem az ú.n. "tercier" (szolgáltató) ágazatokban dolgozik (beleértve a közlekedés-szállítás és közigazgatás ágazatait is).[18] Bár a statisztikai adatok nem részletezik, ide tartoznak az idegenforgalom, kereskedelem, pénzügy, szállítás, közlekedés-hírközlés, szociális ellátás és média-marketing-szervezetek. Egy ilyen kiemelkedően vallási- és polgári idegenforgalomra épülő városgazdaság esetében ez szemléletes és nyilvánvaló.
- Oktatás
  - Közúti (autóbusz) közlekedés: Az óvárostól keletre található a nagy autóbusz-pályaudvar (Estación Autobusses) Innen a repülőtérre, valamint számos galiciai és spanyol városba indulnak járatok, valamint ezen túlmenően (átszállás nélküliek) Németországba, Franciaországba és Svájcba is.

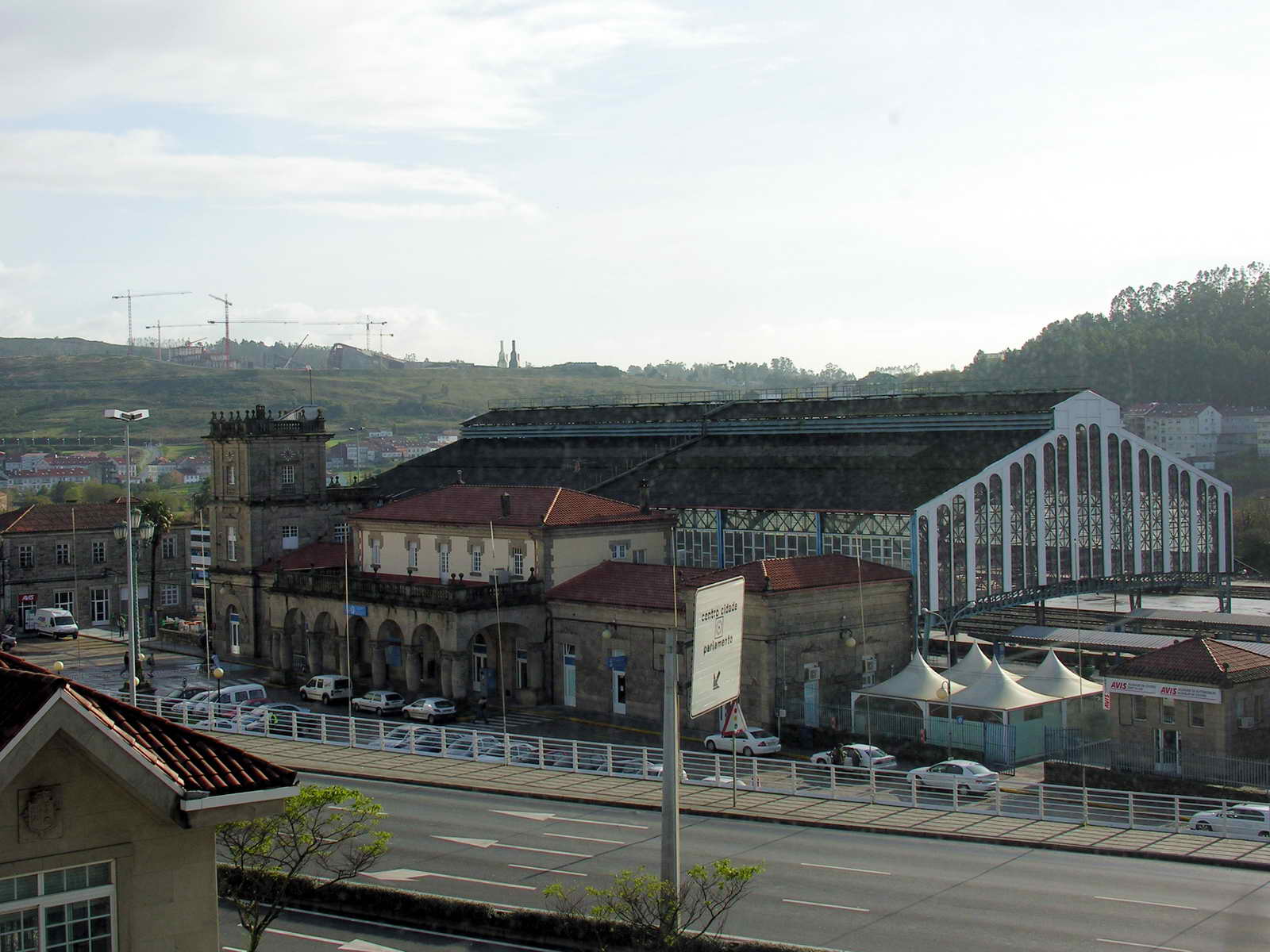
Santiago vasútállomás

- - Vasúti közlekedés: Az óvárostól délre található a spanyol vasúttársaság (RENFRE) pályaudvara. nemzeti és helyi közlekedési csatlakozások mellett onnan naponta egy távolsági járat indul Handdaye felé, amely nemzetközi csatlakozási lehetősége van. A városon halad keresztül az Olmedo-Zamora–Galicia nagysebességű vasútvonal.
  - légi közlekedés: Santiago reptere a várostól északkeletre 15 km távolságban van. A Ryanair 2005/06 telétől naponta tart fenn járatot Frankfurt-Hahn-ba és London Stansted-be. Az Iberia Madridon vagy Barcelonán át szolgáltat járatot Santiagóba.

### szociális településügy

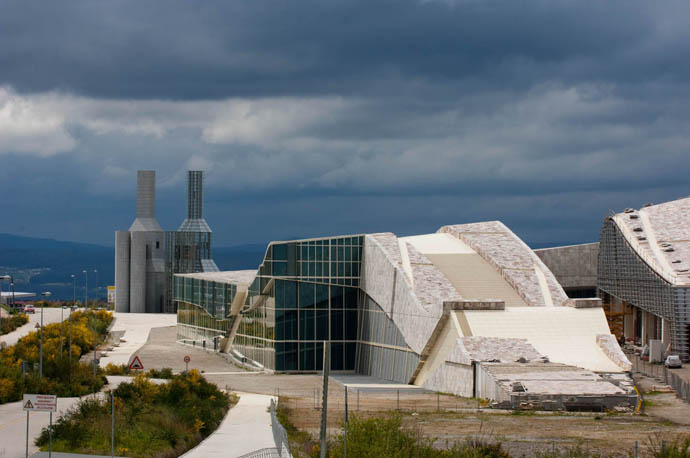
Kulturpalota (2009)

- egészségügy és szolgáltatás
- építészet, lakásügy,
- közoktatás

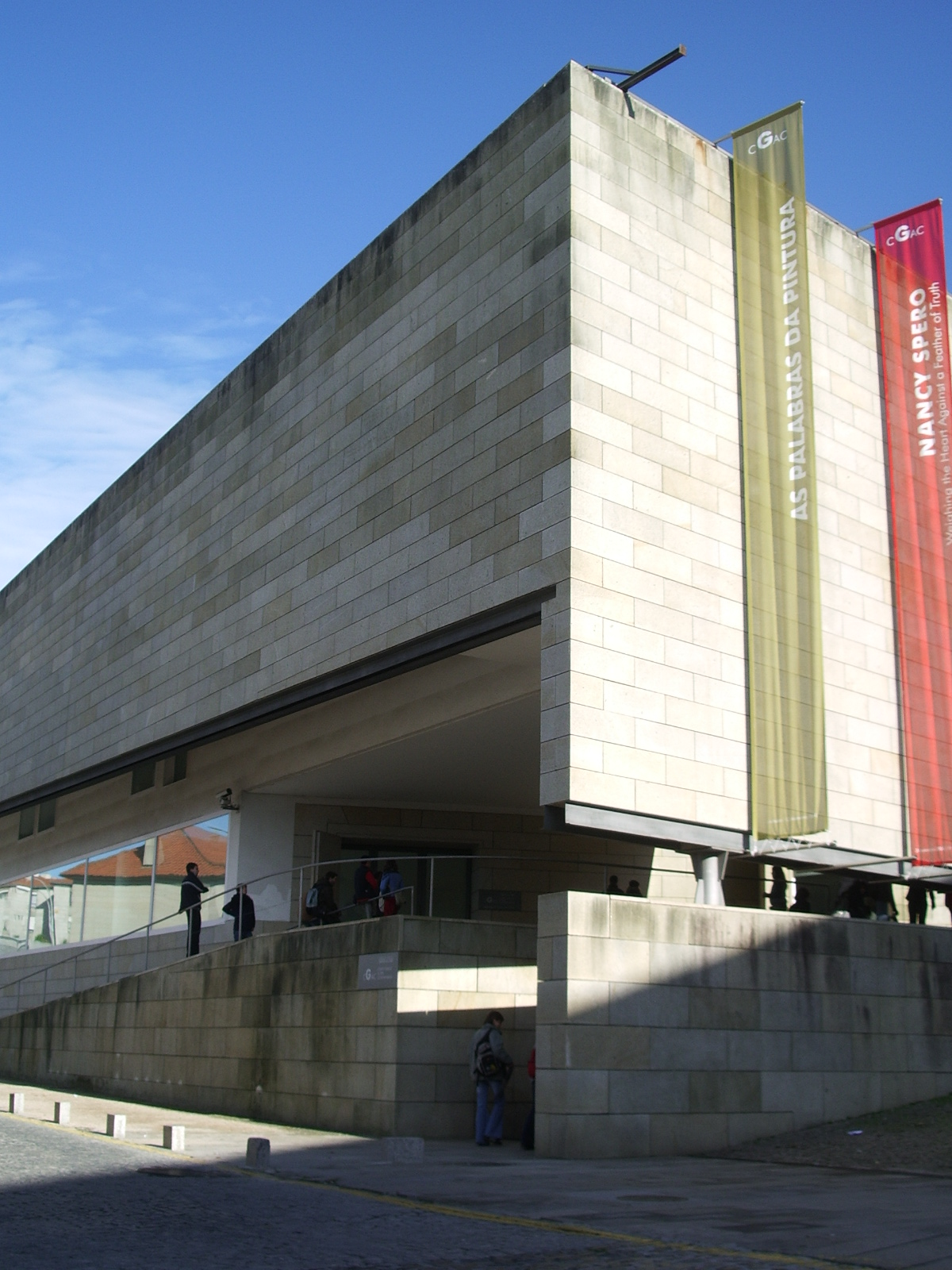
Gallec d'Art Contemporani

- rekreáció, lakó(környezeti)-kultúra

### Művelődés, kulturális helyzetkép
- létesítmények
- rendezvények
- helyi hírességek: Diego Gelmírez (*feltételezhető 1069; †1149), Santiago de Compostela első püspöke (Erzbischof) * Rosalía de Castro (1837–1885) lírai költő * José Rodríguez Carballo (* 1953),a ferencrendiek főminisztere * Mariano Rajoy (*1955), spanyol miniszterelnök * David Blanco (*1975), kerékpárversenyző * Rubén González Rocha (*1982), labdarúgó játékos *[19]
- kiadványok

### Testvértelepülések
- Buenos Aires, Argentína
- Mashad, Irán
- São Paulo, Brazília
- Assisi, Olaszország

## Városkép
- városimage, városkép,
- településmédia, sajtó

## Közlekedés

### Légi közlekedés
Santiagónak van reptere. A Ryanair naponta szállít Frankfurtba és Londonba utasokat. Szintén üzemeltet, elsősorban belföldi járatokat az Iberia légitársaság Madridba és Barcelonába.

### Vasúti közlekedés
A városon halad keresztül a Olmedo-Zamora–Galicia nagysebességű vasútvonal.
A Santiago de Compostela-i vasúti baleset 2013. július 24-én történt a város közelében, amikor a Madridból Ferrolba tartó RENFE 730 sorozatú Alvia gyorsvonat az Olmedo–Zamora–Galicia nagysebességű vasútvonalon, három kilométerre a Santiago de Compostela-i állomástól egy ívben kisiklott. A vonaton 218 utas és négy főnyi személyzet utazott. A balesetben 79-en meghaltak, és több mint százan megsérültek.

## Képgaléria /ideigl.

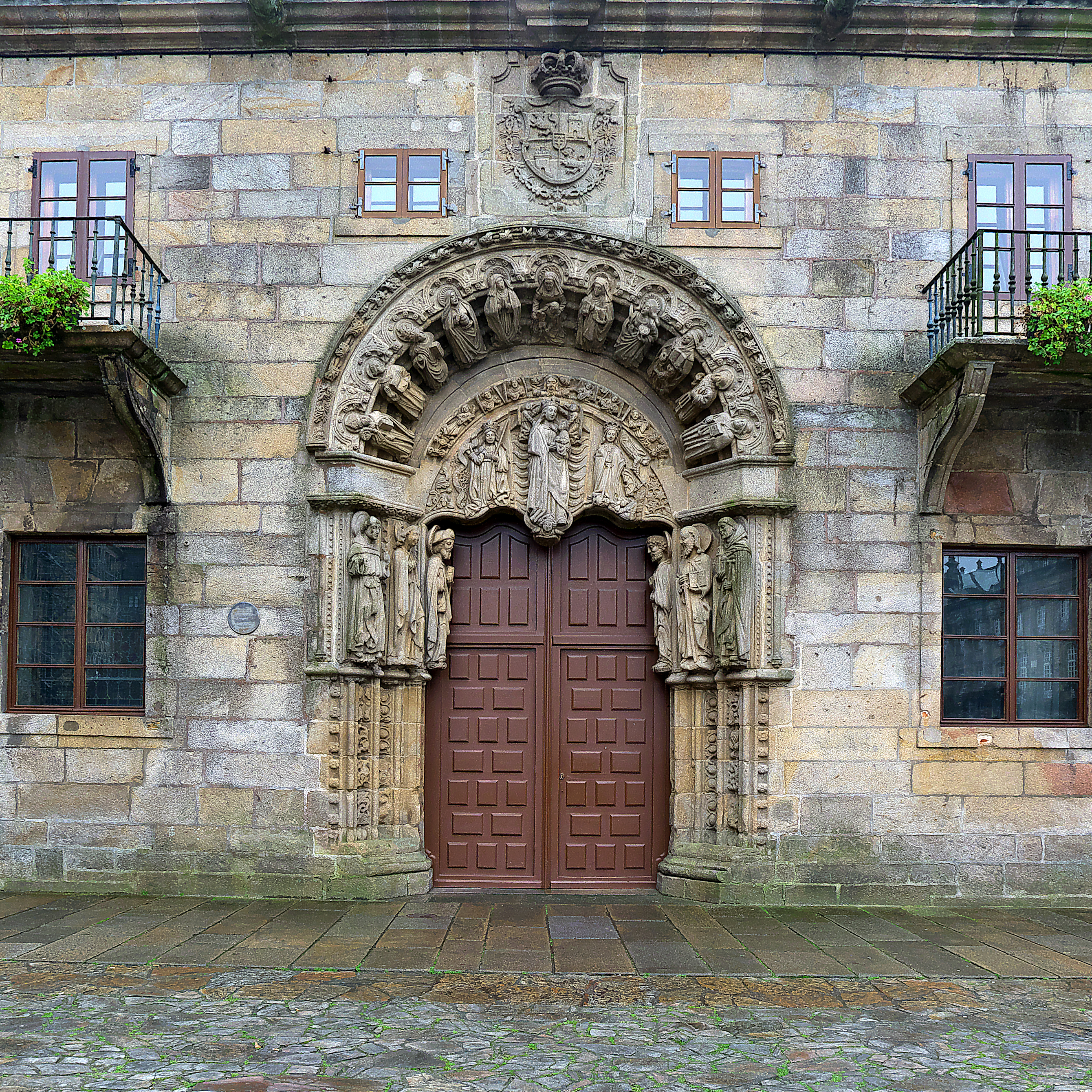
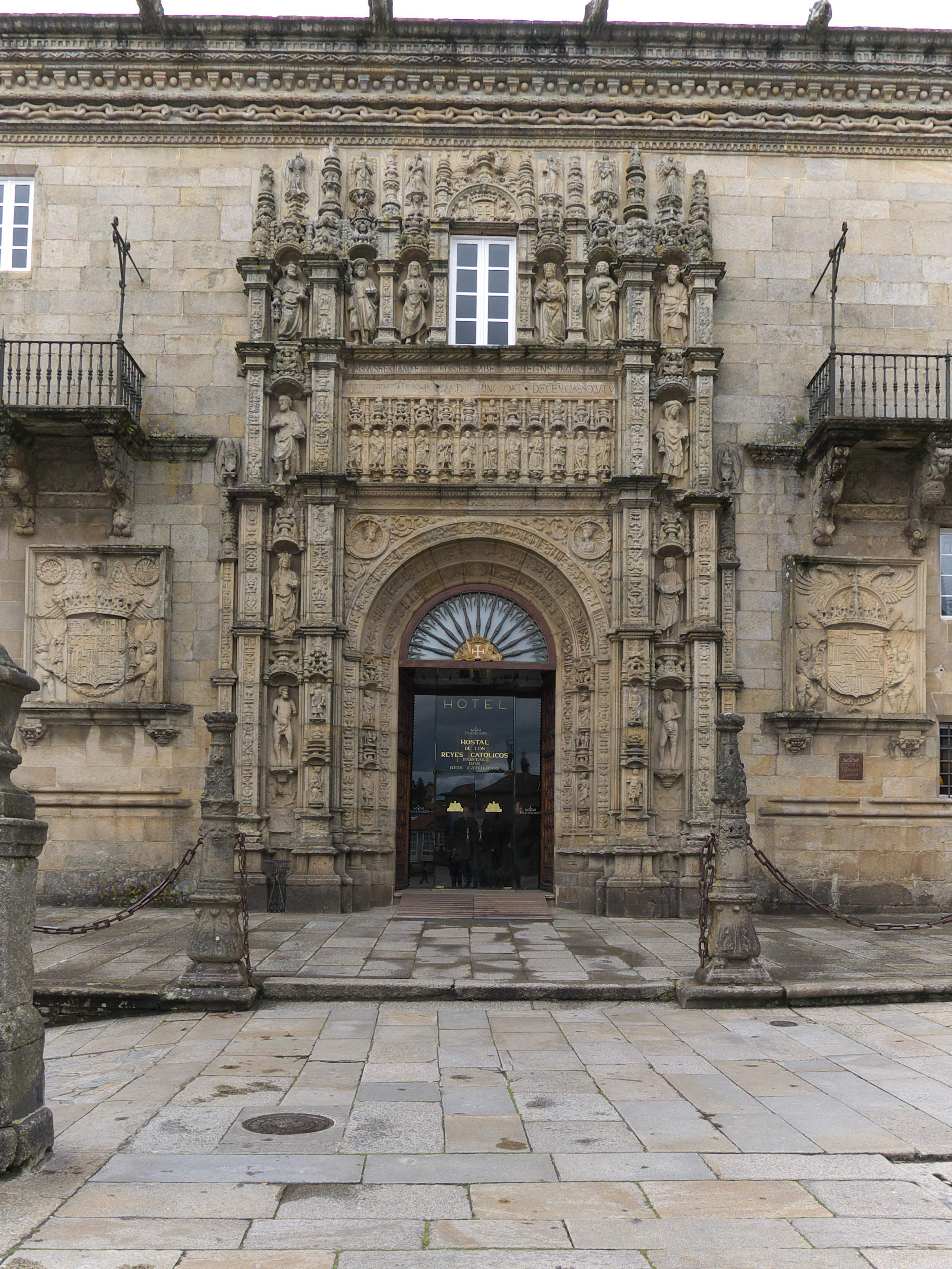
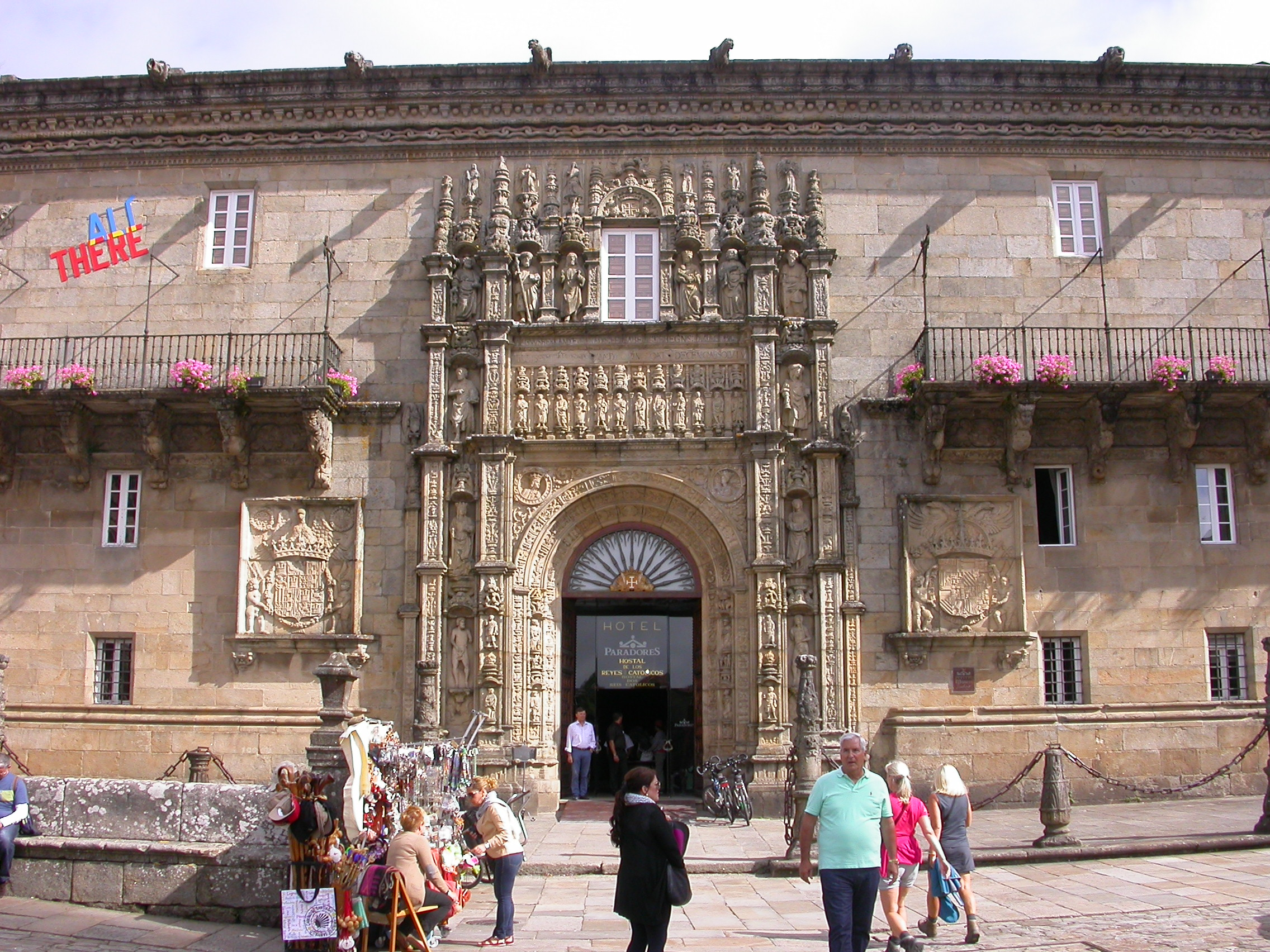